# Marcus Mariota
Marcus Ardel Taulauniu Mariota (30 de octubre de 1993) es un quarterback de fútbol americano para los Washington Commanders. Jugó fútbol americano colegial en la universidad de Oregón, y fue titular entre 2012 y 2014, ganó múltiples premios en reconocimiento a su juego incluyendo el Trofeo Heisman. Después de dos años, Mariota se declaró elegible para el Draft de la NFL donde fue elegido por los Tennessee Titans quienes tenían la 2.ª selección global. Mariota se convirtió en el primer jugador de Oregón y atleta nacido en Hawái en ganar el Trofeo Heisman como junior en 2014.

## Primeros años
Mariota es descendiente Samoa y tiene ascendencia alemana. Nació en Honolulu, hijo de Toa Mariota y Alana Deppe-Mariota. Creció admirando el juego de Jeremiah Masoli, un compañero samoano-americano, que también era quarterback en all-boys Catholic St. Louis School y University of Oregon. Mariota practica la religión cristiana.
Mariota asistió a St. Louis High School en Honolulu, Hawái, donde se convirtió en una estrella del fútbol y del atletismo. En la preparatoria, era prácticamente un desconocido debido a que empezó a jugar en su último año. En su último año, condujo a St. Louis a un récord de 11-1 y el título del estado, mientras fue nombrado PrepStar por la revista Magazine All-West Region y liga interescolar de Honolulu lo nombró jugador ofensivo del año.  Mariota lanzó 2,597 yardas en los 165 de 225 intentos (64.7%), incluyendo 32 touchdowns contra solo 5 intercepciones. También tuvo  60 acarreos para 455 yardas  (7,6 yardas por acarreo) y 7 touchdowns. Mariota fue nombrado NUC All World Game junto con Johnny Manziel ganador del trofeo Heisman en 2012.
También destacando en atletismo, Mariota calificó en eventos como velocidad y salto de obstáculos. En el  2010 participó en National Underclassman Combine, un programa de reclutamiento para jugadores de preparatoria, en el cual ganó títulos como "El hombre más rápido del campeonato"  y "Combine King", después de correr 40-yardas en 4.48-segundos. En el campeonato HHSAA T&F del 2011, quedó en cuarto lugar en los 200 metros con  (23,41 s) y en el salto de longitud  (20 pies;ft, 7 pulgadas), mientras que en la carrera de 100 metros obtuvo el décimo lugar, con un tiempo de 11.63 segundos. También corrió la carrera de relevos de 4 x 100 metros en el equipo de St. Louis, ayudando a ganar el título del estado con un tiempo de 42,83 segundos.
Premios y honores en la preparatoria
- 2010 HHSAA División 1 Campeonato de Fútbol del Estado
- 2010 Liga Interescolar de Honolulu Jugador Ofensivo del Año
- 2010 PrepStar Magazine en la región oeste
- 2010 Hawái Gatorade jugador del año

Reclutamiento
Mariota asistió en Oregon a un campamento de fútbol en 2010, lo que permitió a Mark Helfrich, el coordinador ofensivo, ser uno de los primeros reclutadores que descubrió a Mariota. Después del campamento, Helfrich visitó a Mariota en Hawái para ver al desconocido coreback practicar,  de camino a su último año de preparatoria. Helfrich llamó a Chip Kelly durante su visita y tomaron inmediatamente la decisión de ofrecerle una beca, a pesar de nunca haber empezado un partido con el equipo representativo de su universidad.
Después de su último año, fue calificado como No. 2 reclutamiento prospecto en el estado de Hawái y No. 12 doble amenaza quarterback en la nación por Rivals.com. Fue reclutado por Oregon, Hawái, Memphis, Utah, Oregon State, Washington, Arizona, Notre Dame, UCLA and USC pero solo se le ofreció una beca en Memphis y  Oregon.

## Carrera en el colegio

### Temporada 2012
Después del redshirting de la temporada del 2011, el 2012 presentó a Mariota como el primer estudiante de primer año en iniciar un partido de la temporada para los Ducks en 22 temporadas. Lideró a Oregon a un récord de 12-1 y el # 2 ranking de la temporada final, mientras fue nombrado Pac-12 All-Conference 1st Team, Pac-12 Freshman Offensive Player of the Year, y ganó el  2013 Fiesta Bowl Premio a jugador más valioso (MVP) Ofensivo mientras guiaba a los Ducks a una victoria de 35-17 sobre Kansas State.
Iniciando en los 13 partidos, Mariota lanzó 2,677 yardas en 230 de 336 intentos (68.5%), incluyendo 32 touchdowns contra solo 6 intercepciones. También acarreó el balón 106 veces para 752 yardas (7,1 yardas por acarreo) y 5 touchdowns. Su versatilidad atlética fue exhibida contra Arizona State, cuando atrapó un pase de touchdown, lanzó un pase de touchdown, y después corrió 86 yardas para un touchdown, logrando las tres anotaciones con 12 minutos de la primera mitad.

### Temporada 2013
Mariota se ganó los honores de Pac-12 All-Conference 1st Team por segundo año consecutivo,  después de establecer un récord de Pac-12 desde el final de la temporada 2012 en la temporada de 2013 por intentar 353 pases sin una intercepción. A partir de los 13 juegos, completó 245 de 386 intentos de pase (63,5%) para 3.665 yardas con 31 touchdowns y solo cuatro intercepciones, alcanzando 715 yardas (7,4 yardas por acarreo) y nueve touchdowns.
Mariota sufrió una rotura parcial del MCL contra UCLA el 26 de octubre, pero siguió jugando el resto de la temporada. Después del inicio de 8-0 de Oregón, Mariota apareció en la cobertura nacional del 4 de noviembre de 2013 cuestión de la revista Sports Illustrated como el favorito para ganar el Trofeo Heisman ante los # 2 Patos clasificados cayó al #6  Stanford en noviembre de 2013.  A pesar de que Oregon registró un récord de 11-2 en la temporada y el top-ten ranking, la segunda temporada de Mariota fue considerada una decepción después de que los Ducks fallaron en llegar al BCS Bowl por primera vez desde la temporada del 2008.
Después de la derrota ante Arizona el 23 de noviembre, la primera derrota de Oregón ante un oponente sin ranking desde 2008, Mariota y los Ducks se recuperaron para vencer a su rival Oregon State 36-35 en la Guerra Civil. Mariota lanzó un pase de touchdown a Josh Huff con 29 segundos restantes para darle la vuelta al resultado y conseguir la victoria ante los Beavers.
Mariota guio a los Ducks a su tercera victoria consecutiva en el tazón, superando Texas 30-7 en el  2013 Alamo Bowl mientras es honrado como el jugador ofensivo más valioso (MVP) del juego después de correr 133 yardas en 15 acarreos y terminando con 386 yardas totales. Terminó la temporada con 4,380 yardas de ofensiva totales, convirtiéndose en el único jugador en la historia de Oregon  en lograr 4,000 yardas en una temporada.

### Temporada 2014
Antes del Alamo Bowl del 30 de diciembre de 2013, Mariota anunció su decisión de pasar por alto el NFL Draft y regresar para la temporada del 2014. Considerado por muchos como uno de los favoritos para ganar el Trofeo Heisman de entrada en la temporada  2014, Mariota fue nombrado para ver las listas para el Maxwell Award, Walter Camp Award, and Davey O'Brien Award.  Antes del comienzo de la temporada 2014 Mariota fue considerado uno de los mejores prospectos para el draft de la NFL.
El 11 de  diciembre de 2014, en el evento anual de los premios College Football Awards en  Orlando, Florida, Mariota ganó el  Davey O'Brien Award por el mejor coreback de la nación, así como los premios Walter Camp y Maxwell, ambos otorgados al mejor jugador de la nación. Al día siguiente de regreso en Eugene, Mariota se graduó de la Universidad de Oregón con una carrera en Ciencias Generales, con un énfasis en la fisiología humana, logrando una de sus metas de volver a jugar después de la temporada del 2013.
El 13 de diciembre de 2014, Mariota se convirtió en el primer deportista de Oregón y atleta nacido en Hawái en ganar el Trofeo Heisman. Él tenía 788 de 891 (88,4%) de los votos de primer lugar, y el 90,9% de los puntos totales.
Después de un récord de 12-1 en la temporada regular, los Ducks fueron seleccionados para jugar el 2015 Rose Bowl, un juego de semifinal en el  College Football Playoff, contra  Florida State. Mariota fue nombrado el jugador ofensivo más valioso con la victoria de 59-20, después de lanzar 338 yardas con dos pases de anotación y acarreando 62 yardas el balón para anotar un touchdown. Con la victoria, Oregón enfrentó a Ohio State en el National Championship y perdió 42-20 el juego. Al iniciar este juego, fue puesto para hacerse del récord más bajo de intercepciones de todos los tiempos, hasta los últimos 27 segundos en el que el último pase del juego fue interceptado por Eli Apple. Era su juego final en el colegial ya que a los pocos días entró en el NFL Draft del 2015.

## 2015
En la edición del Draft de la NFL del 2015, Mariota fue el segundo seleccionado por los Tennessee Titans en la primera ronda.

## 2020
En el mes de marzo del año 2020 firmó un contrato con los Raiders de dos años con un valor de $17.6 millones de dólares que incluye $7.5 millones garantizados, solo días después que los Tennessee Titans decidieron extender el contrato de Ryan Tannehill (mariscal de campo que reemplazó a Marcus Mariota durante la temporada 2019-2020 de la NFL) adicionándole cuatro años.